# Pascal Cotte
Pascal Cotte (ur. 1958 w Paryżu we Francji) – francuski inżynier techniki fotograficznej, wynalazca i przedsiębiorca. 
Opracował cyfrowo-optyczną kamerę multispektroskopową dużej rozdzielczości (240 milionów pixeli), pozwalającą za pomocą jednorazowego, krótkotrwałego rozbłysku światłem lampy wielowidmowej utrwalać fotografie dzieł sztuki malarskiej. Takie zdjęcie posiada cyfrową wielkość 22 gigabajtów. Analiza fotografii pozwala rozpoznawać głębsze warstwy farb zastosowanych kolejno na płótnie malarskim, łącznie z wykrywaniem szkiców dokonywanych ołówkiem.
Cotte jest założycielem "Lumiere Technology", która zajmuje się produkcją, dystrybucją kamer oraz analizą wykonanych nimi zdjęć.
Kamerą Cotta poddano analizie oficjalnie jako pierwszy obraz Leonarda da Vinci – Mona Lisa. Ogółem od chwili pierwszego użycia kamery przebadano tą metodą ponad 500 prac malarskich, m.in. znajdującą się w Polsce Damę z gronostajem.